# مقاطعة ليفينغستون (لويزيانا)
مقاطعة ليفينغستون (بالإنجليزية: Livingston Parish, Louisiana)‏ هي إحدى مقاطعات ولاية لويزيانا في الولايات المتحدة. تأسست سنة 1832، وتبلغ مساحتها 1820 كم2، بلغ عدد سكانها 128026 نسمة في عام 2010 حسب إحصاء مكتب تعداد الولايات المتحدة وتصل الكثافة السكانية فيها 55 نسمة/كم2.

## أعلام
- لي كريسماس

## وصلات خارجية
- www.livingstonparishla.gov
- United States Counties